# Малый Камлак
Малый Камлак — река в России, протекает по Алтайскому краю и Республике Алтай. Устье реки находится в 2 км по левому берегу реки Большой Камлак. Длина реки составляет 10 км.

## Данные водного реестра
По данным государственного водного реестра России относится к Верхнеобскому бассейновому округу, водохозяйственный участок реки — Катунь, речной подбассейн реки — Бия и Катунь. Речной бассейн реки — (Верхняя) Обь до впадения Иртыша.